# Taiwan Semiconductor Manufacturing Company

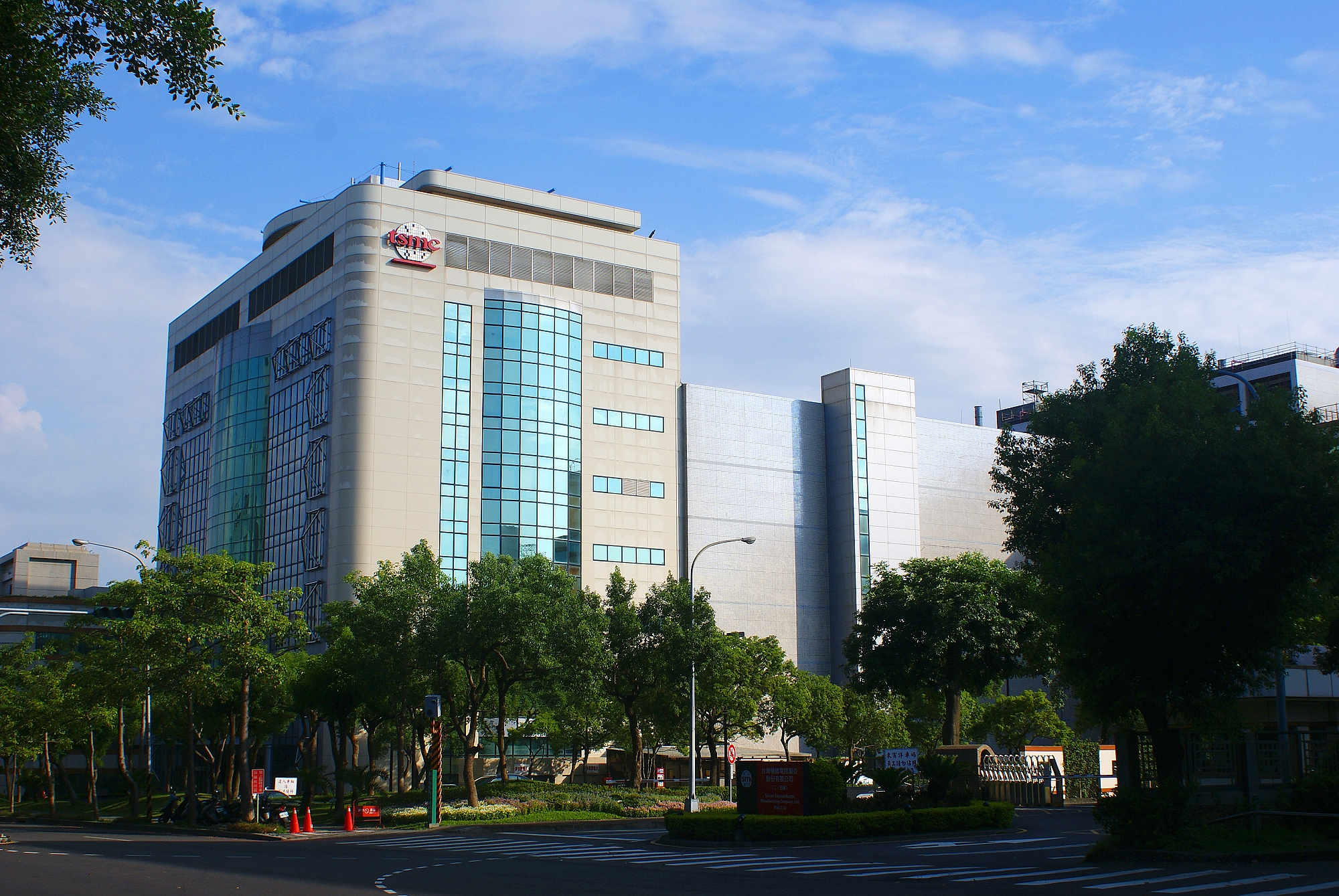
En av TSMC:s fabriker (Fab 5) i Hsinchu Science Park (2010).

Taiwan Semiconductor Manufacturing Company Limited (TSMC) är ett multinationellt taiwanesiskt halvledarföretag som designar och tillverkar integrerade kretsar. TSMC är världens största kontraktstillverkare av integrerade kretsar och ett av Taiwans största företag. Bland TSMC:s kunder finns de flesta stora halvledarföretag som inte själva har några halvledarfabriker (dessa kallas ofta "fabless"), såsom AMD, Apple, ARM, Broadcom, Marvell, MediaTek, Nvidia och Qualcomm.

## Historik
TSMC grundades 1987 av Morris Chang. Företaget börsnoterades på Taiwan Stock Exchange 1993 och blev 1997 det första taiwanesiska företaget att listas på New York Stock Exchange.